# José María Jimeno Jurío
José María Jimeno Jurío (Artajona, Navarra, 13 de mayo de 1927 - Pamplona, 3 de octubre de 2002) fue un historiador y etnógrafo español, que centró sus estudios en Navarra.

## Biografía
De familia carlista, de joven fue profesor de enseñanza primaria. Posteriormente ingresó en el Seminario de Pamplona, ordenándose sacerdote en 1956. Fue párroco de Asiáin (Cendea de Olza).
En 1970 solicitó el abandono del sacerdocio. Fue vicepresidente de la Sociedad de Estudios Vascos durante varios años. Realizó varios trabajos de investigación para la revista Punto y Hora de Euskal Herria.
Escribió una serie de libros sobre la historia de Navarra, costumbres, lenguas, tradiciones y estudios toponímicos, en especial relacionados con la toponimia de raíz euskérica en Navarra.
Entre 1990 y 1994 dirigió la recopilación de la toponimia menor de Navarra por encargo de la Dirección General de Política Lingüística del Gobierno de Navarra, trabajo que se publicó como Toponimia y cartografía de Navarra en 59 volúmenes, y cuyo contenido se consulta online en el visor Toponimia oficial de Navarra.
En 1991 fue nombrado académico honorífico de la Real Academia de la Lengua Vasca. 

## Galardones
Recibió el premio de la Fundación Sabino Arana en 1997, el Manuel Lekuona en 1998 y la Medalla de Oro de Navarra a título póstumo en 2015.

## Obra
- Documentos Medievales artajoneses, Pamplona, 1968.
- ¿Dónde fue la batalla «de Roncesvalles»?, 1974. En esta obra, sostiene que la batalla tuvo lugar en la fosa meridional de Valcarlos, en vez del lugar donde modernamente se sostenía, el camino alto entre Roncesvalles y San Juan de Pie de Puerto.
- Olite monumental, 1974.
- Historia de Pamplona, 1974-1975 .
- Navarra jamás dijo no al estatuto vasco, 1977.
- Historia de Navarra. Desde los orígenes hasta nuestros días, 1980.
- Amayur, símbolo de Navarra, 1982.
- Toponimia de la cuenca de Pamplona: Cendea de Cizur, 1986.
- Toponimia de la cuenca de Pamplona: Cendea de Galar, 1987.
- Toponimia de la cuenca de Pamplona: Cendea de Olza, 1989.
- Toponimia de la cuenca de Pamplona: Cendea de Iza, 1990.
- Estudio toponímico de Burlada, 1991.
- Toponimia de la cuenca de Pamplona: Cendea de Ansoáin, 1992.
- Historia de Pamplona y sus lenguas, 1995 .
- Navarra. Historia del euskera, 1997.
- Estella y sus calles, 1997.
- Al airico de la tierra: tipos de la tierra, 1997.
- Archivo General de Navarra (1194-1234), 1998.
- Eunate: hito jacobeo singular, 1999.
- Artajona: toponimia vasca – Artaxoa: euskal toponimia, 1999.
- Navarra, Guipúzcoa y el euskera siglo XVIII, 1999.
- Archivo Municipal de Tafalla, libros de actos y ordenanzas de la villa de Tafalla (1480-1509), 2000.
- Archivo Municipal de Tafalla, registro del notario Rodrigo de Subiza (1489-1491), 2000.
- Archivo Municipal de Tafalla, libro de cuentas de la iglesia de San Sebastián (1486-1509), 2000.
- Puente la Reina, confluencia de rutas jacobeas, 2000.
- Navarra en la época moderna y contemporánea, 2007. Ed. Pamiela, Pamplona.
- Navarra y Cataluña, ?
- Toponimia de la cuenca de Pamplona: ciudad de Pamplona, ?